# Likuruanga
Der Vulkan Likuruanga (in der deutschen Kolonialzeit Nordsohn, englisch: North Son, genannt) liegt etwa 10 Kilometer nördlich des Vulkans Ulawun (bekannt unter dem Namen Vater, englisch: Father). Der Likuruanga liegt unmittelbar an der Küste Neubritanniens, die sich an dessen Nordwestflanke befindet. Der andesitische Schichtvulkan ist dicht bewaldet.